# Roccasecca dei Volsci
Roccasecca dei Volsci – miejscowość i gmina we Włoszech, w regionie Lacjum, w prowincji Latina.
Według danych na rok 2004 gminę zamieszkiwały 1194 osoby, 51,9 os./km².